# Monnet-la-Ville
Monnet-la-Ville è un comune francese di 390 abitanti situato nel dipartimento del Giura nella regione della Borgogna-Franca Contea.

## Società

### Evoluzione demografica
Abitanti censiti